# Pantoporia cyanifera
Pantoporia cyanifera är en fjärilsart som beskrevs av Butler 1878. Pantoporia cyanifera ingår i släktet Pantoporia och familjen praktfjärilar. Inga underarter finns listade i Catalogue of Life.